# Ziepniekkalns
Ziepniekkalns er en af Rigas 47 bydele (lettisk: apkaime, sing.) beliggende i Pārdaugava. Ziepniekkalns har 35.105 indbyggere og dets areal udgør 594,20 hektar, hvilket giver en befolkningstæthed på 59 indbyggere per hektar.

## Eksterne kildehenvisninger
- Apkaimes – Rigas bydelsprojekt